# Papara
Papara é uma comuna da Polinésia Francesa, nas Ilhas de Barlavento, arquipélago da Sociedade. Estende-se por uma área de 93 km², com 10.615 habitantes, segundo os censos de 2007, com uma densidade de 114 hab/km².